# Bahusakala longispora
Bahusakala longispora är en svampart som beskrevs av Tokum. & Tubaki 1984. Bahusakala longispora ingår i släktet Bahusakala, klassen Dothideomycetes, divisionen sporsäcksvampar och riket svampar.   Inga underarter finns listade i Catalogue of Life.